# Grover Laube
Grover C. Laube (* 29. März 1887 in South Dakota, Vereinigte Staaten; † 29. Mai 1969 in Los Angeles, Kalifornien) war ein US-amerikanischer Filmtechniker, der in den Jahren 1941 und 1945 mit dem Oscar für besondere Verdienste (Academy Award of Merit) respektive mit dem Oscar für technische Verdienste (Technical Achievement Award) ausgezeichnet wurde.

## Leben
Laube arbeitete als Filmtechniker für 20th Century Fox und wurde auf der Oscarverleihung 1941 gemeinsam mit Daniel Clark, Charles Miller und Robert W. Stevens mit dem Oscar für besondere Verdienste ausgezeichnet. Er erhielt die Auszeichnung Klasse I in Form einer Statuette für die Konzeption und den Bau einer speziellen Kamera für 20th Century Fox (‚For the design and construction of the 20th Century Silenced Camera‘). Bei den wissenschaftlichen und technischen Awards sowie denen für besondere Leistungen, handelt es sich um eine Auszeichnung der Klassen I bis III.
Auf der Oscarverleihung 1945 wurde Laube mit dem Academy Technical Achievement Award Klasse III, der in einem Zertifikat besteht, für „die Entwicklung einer Endlosschleife in einem Projektionsgerät“ (‚For the development of a continuous loop projection device.‘) geehrt.
Im Jahr 1958 war Laube für die oscarnominierte Kriegsromanze South Pacific von Joshua Logan mit Rossano Brazzi und Mitzi Gaynor im Kamera- und Electrical-Department tätig. 

## Auszeichnungen
- 1941: Oscar für technische Verdienste (Academy Award of Merit)
- 1945: Oscar für technische Verdienste (Academy Technical Achievement Award)